# Lagoa Alegre
Lagoa Alegre este un oraș în Piauí (PI), Brazilia.